# Rafa Echenique

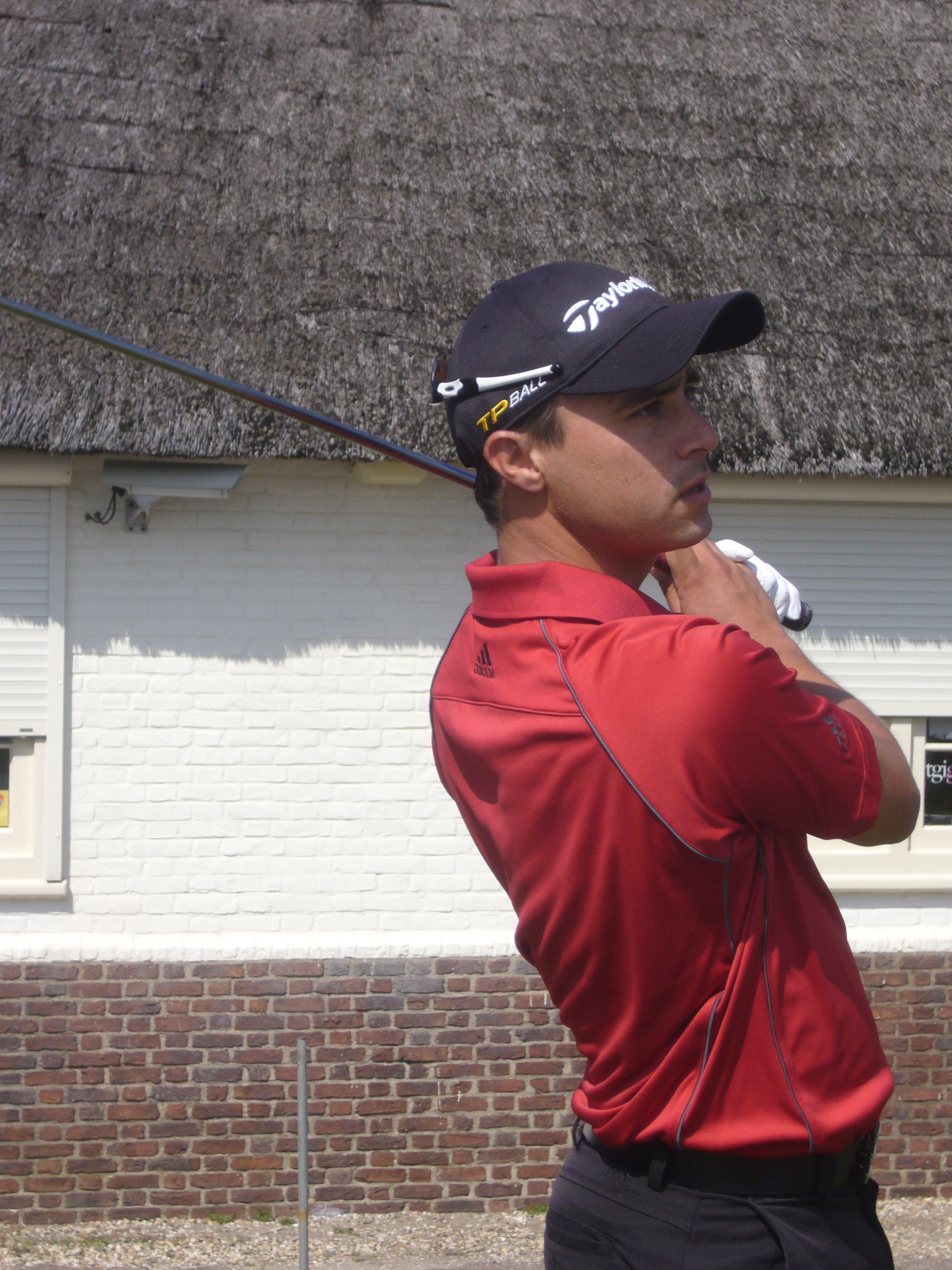
KLM Open 2009 op de Kennemer.

Rafa Echenique (San Luis, 18 oktober 1980) is een Argentijnse golfprofessional. Hij speelt in Europa en woont in Madrid.

## Amateur
In 1997 wint hij de Argentijnse rangorde. Ook wordt hij kampioen van Zuid-Amerika in Uruguay.
Gewonnen
- 1998: Center Open (beste amateur), Wereldkampioenschap Junioren (individueel) in Japan
- Los Andes Cup: 1997 (winnaars)
- Eisenhower Trophy: 1998

## Professional
Echenique werd in 1999 professional. In 2001 begon hij op de Tour de las Americas te spelen nadat hij op de Tourschool van Zuid-Amerika 4de was geworden. In 2004 wint hij die Tourschool. In 2006 speelde hij op de European Challenge Tour. Hij wint een toernooi en eindigt op de 7de plaats in de eindrangschikking, waardoor hij een spelerskaart krijgt voor de Europese PGA Tour. In 2007 speelde Echenique zijn eerste volle seizoen op de Europese Tour.
Echenique is getrouwd en heeft een dochter Lara en een zoon Rafa Jr.

## Gewonnen
- 2001: Llao Llao Match Play
- 2004: Salta Open
- 2006: Telia Challenge Waxholm
- 2006: Abierto Visa de la Republica (telt ook voor de Challenge Tour van 2007)
- 2007: Mendoza Open